# 2016 DV1
2016 DV1とは、直径が29 - 65 mと推定されている地球近傍小惑星である。2016年3月3日に地球の近くに接近する直前の2016年2月28日にレモン山サーベイによる観測で発見されたアポロ群に分類される高速自転小惑星である2021年3月3日に地球から0.0053 au（2.1 LD, 790,000 km）の距離で地球の近くを通過しようとしていたため、2021年2月にも観測された。

## 軌道
2016 DV1の公転周期は2年6か月で、太陽からの軌道長半径は1.84 auである。軌道離心率は0.63と大きく、黄道に対する軌道傾斜角は約3°となっている。地球との最小交差距離は0.001 au（0.39 LD, 150,000 km）。軌道離心率が大きいため、近日点では太陽から約0.68 auまで接近し、遠日点では約2.98 auまで遠ざかり、太陽から約1.66 au離れたところで火星軌道を横断している。

## 2016年の発見
2016 DV1が地球から約0.04 au（6,000,000 km）の距離にあり、太陽との離角が174°であった2016年2月28日にレモン山サーベイによる観測で初めて発見された。最後の光学画像が撮影されたのは同年3月3日3時8分（世界協定時）であった。DSS-13を備えたGSSRとグリーン・バンク天文台を使用して2016 DV1を画像化した。同年3月3日5時17分（協定世界時）に、地球から0.00264 au（1.03 LD, 395,000 km）の距離まで接近したが、その後すぐに太陽からの光の影響を受けたことで、それ以上の光学観測を行うことはできなかった。

## 2021年の接近
最終観測から期間が経過することで徐々に位置の不定性が蓄積し、天球上の位置の誤差が約1.2°に達したとき、2016 DV1はパンスターズによって2021年2月17日に観測された。
2021年2月初旬までに、2016 DV1の見かけの等級は24等級よりも明るくなったが、それでも自動化された最も精度の良い掃天観測技術の限界等級に近かった。同年2月26日頃に見かけの等級が19等級に達したころで衝の位置となり、同年3月3日には地球から0.0053 au（2.1 LD, 790,000 km）の距離まで接近した。変動線（LOV）が地球のある場所を通過しなかったため、Sentry Risk Tableにはリストされなかった。

## 物理的特性

### 自転周期
2016年3月、カリフォルニアにあるCS3のPalmer Divide Station（U81）で、アメリカの天文学者ブライアン・ワーナーによる測光観測から、2016 DV1の回転光度曲線が得られた。光度曲線の分析では、0.084148±0.000005時間（または302.9秒）の明確な自転周期が得られ、等級の高輝度変動で、不規則な形状であると示された。次の日の夜、ヨーロッパの天文学者Siegfried Eggl、William Thuillot、Maria Kudryashova、そしてRaoul Behrendは、同様の期間 0.08435 ± 0.00005 時間（303.7秒）とさらに高い振幅（1.02±0.03等級）のデータを得た。

### 直径
現状では、2016 DV1の直径は推定することしかできない。一般的な絶対等級から直径への変換に基づいて、2016 DV1の絶対等級を24.8等級、アルベドを0.14と想定すると、直径は40 mとなる。一方で地球から近いところにある小惑星は、アルベドが0.25と0.05の2つのピークを持つ二峰性の分布を示しているため、2016 DV1の組成物がS型小惑星とC型小惑星の場合を考慮すると、直径は29 - 65 mと測定される。